# Malgrat de Mar
Malgrat de Mar es una localidad y municipio español de la provincia de Barcelona, en la comunidad autónoma de Cataluña. Perteneciente a la comarca costera del Maresme, limita en el río Tordera con la comarca de la Selva. Cuenta con una población de 19 377 habitantes (INE 2024).
En su centro histórico destaca la iglesia de San Nicolás, con fachada de estilo neoclásico y campanario de base octogonal; templo que es conocido como la catedral de la costa debido a sus dimensiones. También cuenta con edificios de la época medieval (biblioteca la Cooperativa, antiguo hospital) y de estilo modernista (Ca l'Arnau o Torre de l'Esquena). 
Destaca también el monte del Castillo (castell) coronado con un parque con vistas panorámicas sobre la población y alrededores, o el parque Francesc Macià, de reciente creación, se suman al centenario parque de Can Campassol, antiguo jardín de la casa natal de Zenobia Camprubí, esposa del Premio Nobel de Literatura Juan Ramón Jiménez. Tiene una playa de unos 7 km y cuenta con numerosos hoteles y cámpings.

## Toponimia
En los censos de población entre 1842 y 1960 recibía el nombre de Malgrat.

## Geografía

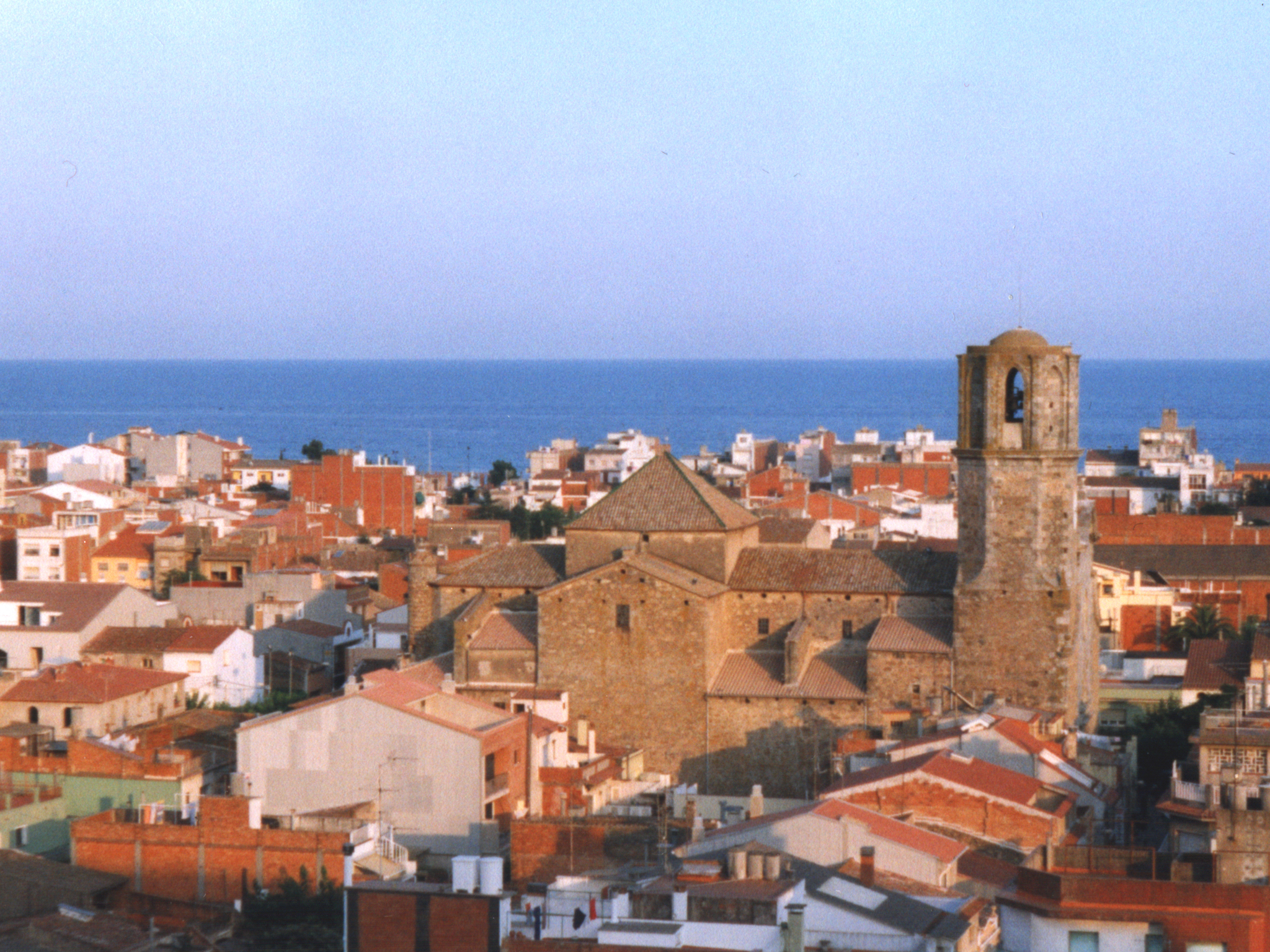
Vista del núcleo viejo

Integrado en la comarca de El Maresme, se sitúa a 67 kilómetros de la capital catalana. El término municipal está atravesado por la antigua carretera N-II entre los pK 674 y 676, además de por carreteras locales que permiten la comunicación con Palafolls y Blanes. 
El relieve del municipio está caracterizado por la franja costera del Maresme comprendida entre el río Tordera, que hace de límite con la provincia de Gerona, y Santa Susana, y por las primeras elevaciones de la Cordillera Litoral. Entre las formaciones montañosas del entorno se encuentran Turó d'en Serra (193 metros), Turó de Mas Aragall (182 metros) y Montagut (218 metros). El pueblo se alza a 2 metros sobre el nivel del mar. 
| Noroeste: Palafolls    | Norte: Palafolls      | Noreste: Blanes (Gerona)                 |
| Oeste: Santa Susana    |                       | Este: Blanes (Gerona) y Mar Mediterráneo |
| Suroeste: Santa Susana | Sur: Mar Mediterráneo | Sureste: Mar Mediterráneo                |

### Clima
Se trata de un clima húmedo, con veranos suaves e inviernos suaves. La pluviosidad media a lo largo de la última década fue de alrededor de 600 mm anuales.

## Historia
Malgrat de Mar nace entre los siglos XIII y XIV como una pequeña aldea y se la conoce entonces como Vilanova de Palafolls. Una leyenda etimológica carente de fundamento sostiene que el topónimo de Malgrat viene de que cuando la gente de Palafolls iba a trabajar a Vilanova de Palafolls lo hacía de mal grado "Mal grat" (en catalán). Desde el XIV, Malgrat de Mar se ha reconocido como núcleo destacado cultural, artístico y social. El modernismo en Malgrat de Mar también dejó huella.

## Demografía
Malgrat de Mar cuenta con una población de 19 377 habitantes (INE 2024).
| Gráfica de evolución demográfica de Malgrat de Mar entre 1842 y 2021 |
| |
| Población de derecho según los censos de población del INE. Población de hecho según los censos de población del INE.En estos censos se denominaba Malgrat: 1842, 1857, 1860, 1877, 1887, 1897, 1900, 1910, 1920, 1930, 1940, 1950 y 1960. |

| 1900 | 1950 | 2000   | 2001   | 2002   | 2003   | 2004   | 2005   | 2006   | 2007   | 2008   | 2009   | 2010   | 2011   | 2012   | 2013   | 2014   | 2015   | 2016   |
| ---- | ---- | ------ | ------ | ------ | ------ | ------ | ------ | ------ | ------ | ------ | ------ | ------ | ------ | ------ | ------ | ------ | ------ | ------ |
| 3738 | 4859 | 13 686 | 14 246 | 14 933 | 15 614 | 16 162 | 16 833 | 17 531 | 17 822 | 18 261 | 18 472 | 18 596 | 18 444 | 18 504 | 18 429 | 18 417 | 18 371 | 18 295 |

En los años 1998 y 1999 predominaba ligeramente la población femenina, mientras que a partir del 2002 empezó a predominar la población masculina, con una diferencia creciente que era de más de 200 personas en el 2006 (10 064 varones y 9858 mujeres). Las razones de esta diferencia hay que buscarlas en el rápido crecimiento de la población que, a su vez, se debe en gran parte al crecimiento de la población de gente joven (en edad de tener hijos) lo que, debido a la mayor natalidad de varones (unos 102 niños por cada 100 niñas en todo el mundo), hizo inclinar la balanza del lado de la población masculina.

## Economía
En su término se hallan las fábricas Proquima (Spontex) y AGC Pharma Chemicals (planta de producción química). Dispone de bastantes hoteles repartidos por toda la población, comercios y agricultura. Las actividades económicas más importantes se relacionan con el comercio, los servicios y, sobre todo, el turismo.

## Monumentos y lugares de interés
- Iglesia de San Nicolás: Tal como la conocemos hoy es del siglo XVIII, aunque se conservan restos de épocas anteriores. Fachada de estilo neoclásico dedicada a San Nicolás de Bari.
- Antiguas Pescaderías: En la parte sur estaban las carnicerías y en el lado norte las pescaderías. Actualmente aún se conserva la piedra donde se ponía el pescado.
- El Ayuntamiento: De estilo modernista, fue inaugurado el 15 de agosto de 1913. Su interior se ha remodelado completamente.
- Edificio de la Cooperativa: Antigua casa señorial fortificada, hoy biblioteca municipal.
- Torre de l'Esquena: Torre de estilo modernista que actualmente tiene una función residencial por la misma familia de la que coge nombre la torre.
- La Pilona: isla artificial situada a unos 300 metros de la costa, lugar de descanso de numerosos cormoranes.

## Administración y política

### Gobierno municipal
| Partido político                              | 2023  | 2023       | 2023 |
| Partido político                              | %     | Concejales |      |
| Partit dels Socialistes de Catalunya (PSC)    | 28,62 | 5          |      |
| Junts per Malgrat                             | 20,74 | 4          |      |
| Esquerra Republicana de Catalunya (ERC)       | 15,85 | 3          |      |
| Junts per Catalunya - Malgrat ens Mou (JxCat) | 15,37 | 3          |      |
| Partit Popular Català de Malgrat (PPC)        | 9,53  | 1          |      |
| Candidatura d'Unitat Popular (CUP)            | 8,29  | 1          |      |

| Periodo   | Nombre                                                                    | Partido                    |
| --------- | ------------------------------------------------------------------------- | -------------------------- |
| 1979-1983 | Pepito Mora                                                               | PSC-PSOE                   |
| 1983-1987 | Pepito Mora                                                               | PSC-PSOE                   |
| 1987-1991 | Pepito Mora                                                               | PSC-PSOE                   |
| 1991-1995 | Conxita Campoy i Martí                                                    | PSC-PSOE                   |
| 1995-1999 | Conxita Campoy i Martí                                                    | PSC-PSOE                   |
| 1999-2003 | Conxita Campoy i Martí                                                    | PSC-PSOE                   |
| 2003-2007 | Conxita Campoy i Martí                                                    | PSC-PSOE                   |
| 2007-2011 | Conxita Campoy i Martí                                                    | PSC-PSOE                   |
| 2011-2015 | Conxita Campoy i Martí                                                    | PSC-PSOE                   |
| 2015-2019 | Joan Mercader i Carbó (2015-2017) Carme Ponsa i Monge (2017-2019)         | PSC-PSOE Junts per Malgrat |
| 2019-2023 | Joan Mercader i Carbó (2019-2022) Sònia Viñolas i Mollfulleda (2022-2023) | PSC-PSOE PSC-PSOE          |
| 2023-act. | Sonia Viñolas i Mollfulleda                                               | PSC-PSOE PSC-PSOE          |

### Barrios y lugares
- Can Viader
- Pla de Pineda
- El Castell
- La Verneda
- Les Sorres
- Pla de Grau
- La Conca
- Barrio Antiguo
- Can Mercader
- Can Palomeras

## Cultura

### Deporte
Malgrat de Mar dispone de varias asociaciones dedicadas al deporte y otras actividades afines, como de fútbol y fútbol sala(Inter Esportiu Malgrat C.F.S y  C.E. Malgrat), baloncesto (AECAM, Club Bàsquet Malgrat), y otras dedicadas al tenis, hockey, patinaje, judo, ajedrez, caza y petanca. Hay jugadores de baloncesto que han salido a la luz internacionalmente, como por ejemplos los hermanos Margall.
La villa cuenta con una numerosa actividad cultural. Tiene grupos de diablos, gigantes, agrupación sardanista, corales y grupos de habaneras, entre otros. Además de clubes deportivos de fútbol, baloncesto, balonmano, natación y tenis. El municipio cuenta con una frecuencia de radio propia, Ona Malgrat 107.4 FM. Sus principales fiestas son:
- Rúa de Carnaval: viernes anterior al domingo de carnaval.
- Sant Jordi: Paradas con venta de libros y rosas en la calle.
- Festa de Sant Joan i Sant Pau: Celebración del antiguo baile de Sant Joan i Sant Pau, variante malgratense del Ball de les Morratxes.
- Fiesta mayor de "Sant Roc": próxima al 16 de agosto, con numerosos conciertos al aire libre, fuegos artificiales, cine y representaciones teatrales.
- Tardor de música (otoño de música): En octubre, con concursos internacionales de bandas de música y corales.
- Jornadas gastronómicas del Fesol del Ganxet: Dedicadas al legumbre típico de Malgrat, el fesol (judía) del Ganxet.
- Fiesta mayor de "Sant Nicolau": La fiesta mayor pequeña, de invierno.

## Poblaciones hermanadas
- Cárdenas (Nicaragua)
- Incisa in Val d'Arno (Italia)
- Moguer (España)
- Seynod (Francia)